# Оболонь (электродепо)
Электродепо́ «Оболо́нь» (укр. Оболо́нь) (ТЧ-2) — электродепо Киевского метрополитена, обслуживает Оболонско-Теремковскую линию. Начальник — Чубенко Роман Петрович.

## История
Было открыто 19 марта 1988 года для обслуживания Куренёвско-Красноармейской (ныне Оболонско-Теремковская) линии. До этого линия обслуживалась электродепо «Дарница».

### Обслуживаемые линии
| # | Линия                        | Период                |
| - | ---------------------------- | --------------------- |
| 2 | Оболонско-Теремковская линия | 1988 —настоящее время |
| 3 | Сырецко-Печерская линия      | 1989—2007             |

## Подвижной состав

### Пассажирский подвижной состав
| Тип вагонов                     | Период                 | Вагонов в составе | Состояние               |
| ------------------------------- | ---------------------- | ----------------- | ----------------------- |
| 81-717/714                      | 1988 —настоящее время  | 5                 | регулярная эксплуатация |
| 81-717.5/714.5                  | 1988 —настоящее время  | 5                 | регулярная эксплуатация |
| 81-553.1/554.1/555.1 «Славутич» | 2002—2010              | 5                 | списаны                 |
| 81-717.5К/714.5К                | 2010 — настоящее время | 5                 | регулярная эксплуатация |
| 81-540.2К/541.2К                | 2010 — настоящее время | 5                 | регулярная эксплуатация |
| 81-540.3К/541.3К                | 2013 —настоящее время  | 5                 | регулярная эксплуатация |

В депо имеется контактно-аккумуляторный электровоз на базе Еж3.
17 июня 2006 в электродепо «Оболонь» поступил на испытания пятивагонный состав из вагонов серии 81-7021/7022 производства ОАО «Крюковский вагоностроительный завод», переданный затем в ТЧ-3 «Харьковское» для постоянной эксплуатации на Сырецко-Печерской линии.